# Mastigolejeunea humilis
Mastigolejeunea humilis là một loài Rêu trong họ Lejeuneaceae. Loài này được (Gottsche) Schiffner mô tả khoa học đầu tiên năm 1893.